# Tuffi ai campionati mondiali di nuoto 1991 - Trampolino 3 metri femminile
Alla gara del Trampolino da 3 metri hanno partecipato 21 atlete: le prime 12 della fase eliminatoria vanno in finale

## Finale
| Pos | Finale                   | Punteggio |
| --- | ------------------------ | --------- |
|     | Gao Min (CHN)            | 539.01    |
|     | Irina Laško (URS)        | 524.70    |
|     | Brita Baldus (GER)       | 503.73    |
| 4.  | Lu Haisong (CHN)         | 499.71    |
| 5.  | Daphne Jongejans (NED)   | 492.99    |
| 6.  | Heidemarie Bártová (TCH) | 467.52    |
| 7.  | Julie Ovenhouse (USA)    | 461.67    |
| 8.  | Katrin Bensing (GER)     | 455.43    |
| 9.  | Tracy Cox (ZIM)          | 454.23    |
| 10. | Krista Wilson (USA)      | 453.69    |
| 11. | Mary DePiero (CAN)       | 444.51    |
| 12. | Evelyne Boisvert (CAN)   | 440.61    |

## Eliminate in Semifinale
| Pos. | Atleta               | Punteggio |
| ---- | -------------------- | --------- |
| 13.  | Yuki Motobuchi (JPN) | 432.42    |
| 14.  | Rachel Wilkes (AUS)  | 430.62    |
| 15.  | Ágnes Gerlach (HUN)  | 422.88    |
| 16.  | Jodie Rogers (AUS)   | 420.15    |
| 17.  | María Alcalá (MEX)   | 412.44    |
| 18.  | Julia Cruz (ESP)     | 410.40    |
| 19.  | Verónica Ribot (ARG) | 409.44    |
| 20.  | Elena Mirošina (URS) | 405.90    |
| 21.  | Kang Hyon-Suk (PRK)  | 405.87    |